# Linkback
Linkback este o acțiune prin care autorii de articole de pe Web pot afla dacă alți autori se leagă de unul din articolele lor. Există trei metode prin care se poate realiza această acțiune: Refback, Trackback și Pingback.